# Espacio-tiempo

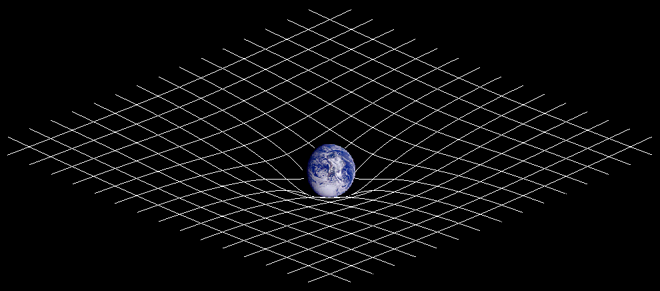
Analogía bidimensional de la distorsión del espacio-tiempo debido a un objeto de gran masa.

El espacio-tiempo (también: espaciotiempo) es el modelo matemático que combina el espacio y el tiempo en un solo objeto continuo de cuatro dimensiones. En este espacio-tiempo es en donde ocurren todos los sucesos físicos del Universo, de acuerdo con la teoría de la relatividad de Einstein. 
La teoría de la relatividad de Einstein se basa en dos postulados. El primero sostiene que las leyes de la física son idénticas para todos los observadores en sistemas de referencia inerciales, mientras que el segundo afirma que la velocidad de la luz en el vacío es una constante. Como consecuencia directa el espacio y el tiempo no pueden ser independientes. Esto se puede apreciar, por ejemplo, en las transformaciones de Lorentz y lleva a efectos interesantes como la contracción de Lorentz. 

Contrario a la creencia popular, Einstein no llegó a la conclusión de que el espacio y el tiempo debieran considerarse como una sola entidad; sino que fue Hermann Minkowski (el profesor de matemáticas de Einstein), quien introdujo el concepto en un célebre coloquio en 1908 titulado «Espacio y tiempo» mediante la frase: 
«A partir de ahora, el espacio por sí mismo y el tiempo por sí mismo están condenados a desvanecerse en meras sombras, y sólo una especie de unión de ambos preservará una realidad independiente».
La reacción inicial de Einstein ante esta visión del espacio-tiempo no fue del todo favorable, acusando al trabajo de Minkowski como superfluo. Pese a esto, Einstein terminó por adoptar la física del espacio-tiempo de Minkowski, siendo esta un elemento crucial para la revolucionaria teoría de la relatividad general de Einstein, donde el espacio-tiempo se vuelve dinámico y adquiere curvatura. 
El trabajo de Minkowski demostró la utilidad de considerar al espacio y al tiempo como un ente matemático único y continuo, considerando al Universo como un espacio de cuatro dimensiones, formado por tres dimensiones espaciales físicas y por una «cuarta dimensión» temporal; dicho de manera más precisa: como una variedad lorentziana de cuatro dimensiones. El ejemplo más simple de una variedad de este tipo es el espacio-tiempo de Minkowski, usado en relatividad especial.

## Introducción
En general, un suceso puede ser descrito por una o más coordenadas espaciales y una temporal. Por ejemplo, para identificar de manera única un accidente automovilístico, se pueden dar el punto kilométrico donde ocurrió (una coordenada espacial), y cuándo ocurrió (una coordenada temporal). En el espacio tridimensional, se requieren tres coordenadas espaciales. Así un modelo simple de espacio tiempo es el espacio-tiempo de Minkowski:

{\displaystyle {\mathcal {M}}=\{(t,x,y,z)|(t,x,y,z)\in \mathbb {R} ^{4}\}}

donde t es la coordenada temporal medida por un cierto observador, y x, y, z las coordenadas cartesianas espaciales medidas por el mismo observador.
En la visión tradicional en la cual se basa la mecánica clásica, cuyos principios fundamentales fueron establecidos por Newton, el tiempo es una coordenada independiente de las coordenadas espaciales y es una magnitud idéntica para cualquier observador. Esto difiere del tratamiento de Minkowski, donde las coordenadas medidas por un segundo observador {\displaystyle (t',x',y',z')} difieren de las medidas por el primer observador {\displaystyle (t,x,y,z)}, de una manera tal que en general {\displaystyle t\neq t'} (las transformaciones que permiten relacionar las coordenadas de dos observadores diferentes en el espacio de Minkowski se llaman transformaciones de Lorentz).
Resultados obtenidos tanto en el experimento de Michelson y Morley como en las ecuaciones de Maxwell para la electrodinámica sugerían, a principios del siglo XX, que la velocidad de la luz es constante e independiente de la velocidad del emisor u observador, en contradicción con lo postulado por la mecánica clásica. Esto es una consecuencia del carácter relativo de la distancia y el tiempo, de tal manera que dos observadores medirán tiempos diferentes entre dos eventos si uno está moviéndose respecto al otro (usualmente esa diferencia es muy pequeña, imperceptible con medios convencionales, pero detectable mediante relojes atómicos de alta precisión). 
Einstein propuso como solución a este y otros problemas de la mecánica clásica considerar como postulado la constancia de la velocidad de la luz, y prescindir de la noción del tiempo como una coordenada independiente del observador. En la Teoría de la Relatividad, espacio y tiempo tienen carácter relativo o convencional, dependiendo del estado de movimiento del observador. Eso se refleja, por ejemplo, en que las transformaciones de coordenadas entre observadores inerciales (las Transformaciones de Lorentz) involucran una combinación de las coordenadas espaciales y temporal. El mismo hecho se aprecia en la medición de un campo electromagnético, que está formado por una parte eléctrica y otra magnética, pues dependiendo del estado de movimiento del observador el campo es visto de forma distinta.
La expresión espacio-tiempo recoge entonces la noción de que el espacio y el tiempo ya no pueden ser considerados entidades independientes o absolutas.
Las consecuencias de esta relatividad del tiempo han tenido diversas comprobaciones experimentales. Una de ellas se realizó utilizando dos relojes atómicos de elevada precisión, inicialmente sincronizados, uno de los cuales se mantuvo fijo mientras que el otro fue transportado en un avión. Al regresar del viaje se constató que mostraban una leve diferencia de 184 nanosegundos, habiendo transcurrido el tiempo «más lentamente» para el reloj en movimiento.

## Propiedades geométricas del espacio-tiempo

### Métrica
En la teoría de la relatividad general el espacio-tiempo se modela como un par (M, g) donde M es una variedad diferenciable semiriemanniana también conocida banda lorentziana y g es un tensor métrico de signatura (3,1). Fijado un sistema de coordenadas (x0, x1, x2, x3, ) para una región del espacio-tiempo el tensor métrico se puede expresar como:

{\displaystyle g=\sum _{i,j=1}^{n}g_{ij}\ dx^{i}\otimes dx^{j}\,}

Y para todo punto del espacio-tiempo existe un observador galileano tal que en ese punto el tensor métrico tiene las siguientes componentes:

{\displaystyle (g_{ij})_{i,j=0}^{3}={\begin{pmatrix}g_{00}&g_{01}&g_{02}&g_{03}\\g_{10}&g_{11}&g_{12}&g_{13}\\g_{20}&g_{21}&g_{22}&g_{23}\\g_{30}&g_{31}&g_{32}&g_{33}\end{pmatrix}}={\begin{pmatrix}-1&&&\\&+1&&\\&&+1&\\&&&+1\end{pmatrix}}}

En ausencia de campo gravitatorio existe un sistema de coordenadas tal que el tensor tiene la forma anterior para todos los puntos del espacio tiempo simultáneamente. Pero si existe un campo gravitatorio eso no es posible y fijado cualquier sistema de coordenadas natural el tensor inevitablemente diferirá de un punto a otro, y el tensor de curvatura asociado a la métrica será no nulo, lo cual es percibido como un campo gravitatorio por el observador.

### Contenido material del espacio-tiempo
El contenido material de dicho universo viene dado por el tensor energía-impulso que puede ser calculado directamente a partir de magnitudes geométricas derivadas del tensor métrico. Las ecuaciones escritas componente a componente relacionan el tensor energía impulso con el tensor de curvatura de Ricci y las componentes del propio tensor métrico:

{\displaystyle T_{ik}={\frac {c^{4}}{8\pi G}}\left[R_{ik}-\left({\frac {g_{ik}R}{2}}\right)+\Lambda g_{ik}\right]}

La ecuación anterior expresa que el contenido material determina la curvatura del espacio-tiempo.

### Espacio-tiempo
El espacio-tiempo es un modelo matemático que combina el espacio y el tiempo en un único continuo como dos conceptos inseparablemente relacionados. En este continuo espacio-temporal se representan todos los sucesos físicos del Universo, de acuerdo con la teoría de la relatividad y otras teorías físicas. La expresión espacio-tiempo ha devenido de uso corriente a partir de la teoría de la relatividad especial formulada por Einstein en 1905, siendo esta concepción del espacio y el tiempo uno de los avances más importantes del siglo XX en el campo de la física.
De acuerdo con las teorías de la relatividad de Einstein, el tiempo no puede estar separado de las tres dimensiones espaciales, sino que al igual que ellas, este depende del estado de movimiento del observador. En esencia, dos observadores medirán tiempos diferentes para el intervalo entre dos sucesos, la diferencia entre los tiempos medidos depende de la velocidad relativa entre los observadores. Si además existe un campo gravitatorio también dependerá la diferencia de intensidades de dicho campo gravitatorio para los dos observadores. El trabajo de Minkowski probó la utilidad de considerar el tiempo como un ente matemático único y continuo que se puede entender desde una perspectiva pseudoeuclidiana, la cual considera al Universo como un «espacio de cuatro dimensiones» formado por tres dimensiones espaciales físicas observables y por una «cuarta dimensión» temporal (más exactamente una variedad lorentziana de cuatro dimensiones). Un caso simple es el espacio-tiempo usado en relatividad especial, donde al combinar espacio y tiempo en un espacio tetradimensional, se obtiene el espacio-tiempo de Minkowski.

{\displaystyle {\frac {d^{2}x^{\mu }}{dt^{2}}}+\sum _{\sigma ,\nu }\Gamma _{\sigma \nu }^{\mu }{\frac {dx^{\sigma }}{dt}}{\frac {dx^{\nu }}{dt}}=0}

Donde los símbolos de Christoffel Γ se calculan a partir de las derivadas del tensor métrico g y el tensor inverso del tensor métrico:

{\displaystyle \Gamma _{k,ij}:=\left({\frac {\partial g_{kj}}{\partial x^{i}}}+{\frac {\partial g_{ik}}{\partial x^{j}}}-{\frac {\partial g_{ij}}{\partial x^{k}}}\right)\qquad \qquad \Gamma _{ij}^{k}:=\sum _{p=1}^{n}g^{kp}\Gamma _{p,ij}}
{\displaystyle g^{ik}g_{kj}=g_{jk}g^{ki}=\delta _{j}^{i}}

Si además existiese alguna fuerza debida a la acción del campo electromagnético, la trayectoria de la partícula vendría dada por:

{\displaystyle {\frac {d^{2}x^{\mu }}{d\tau ^{2}}}+\sum _{\sigma ,\nu }\Gamma _{\sigma \nu }^{\mu }{\frac {dx^{\sigma }}{d\tau }}{\frac {dx^{\nu }}{d\tau }}=eF_{\rho }^{\mu }{\frac {dx^{\rho }}{d\tau }}}

Donde:

{\displaystyle e\qquad :\qquad \,} carga eléctrica de la partícula.

{\displaystyle F_{\rho }^{\mu }\qquad :\qquad } el tensor de campo electromagnético:

{\displaystyle \tau =t{\sqrt {1-v^{2}/c^{2}}}\qquad :\,}el tiempo propio de la partícula.

- Intervalo, principio de invarianza del intervalo

### Homogeneidad, isotropía y grupos de simetrías
Ciertos espacios-tiempos admiten grupos de isometría no triviales. Por ejemplo el espacio-tiempo de Minkowski, usado en la relatividad especial, tiene un grupo de isometría llamado grupo de Poincaré que es un grupo de Lie de dimensión diez. Normalmente los espacios-tiempos tienen grupos de isometría mucho menores, es decir, de dimensionalidad menor. 
Una propiedad interesante es que si un espacio-tiempo admite un grupo de isometrías continuo, formado por un grupo de Lie de dimensión n entonces existen n campos vectoriales, llamados campo vectorial de Killing {\displaystyle X^{(a)}} que satisfacen las siguientes propiedades:

{\displaystyle \nabla _{\alpha }X_{\beta }^{(a)}+\nabla _{\beta }X_{\alpha }^{(a)}=0\qquad \qquad {\mathcal {L}}_{X^{(a)}}g_{\alpha \beta }}

Donde {\displaystyle \nabla _{\alpha }} representa la derivada covariante y {\displaystyle {\mathcal {L}}_{X^{(a)}}} la derivada de Lie según uno de esos vectores de Killing.
Relacionado con lo anterior; están las relaciones de isotropía y homogeneidad. Un espacio tiempo presenta isotropía general en alguno de sus puntos si existe un subgrupo de su grupo de isometría, que es homeomorfo a SO(3) y deja invariante dicho punto. Otra propiedad interesante es cuando el grupo de simetría incluye un subgrupo homeomorfo a {\displaystyle \mathbb {R} ^{3}} que afecta a las coordenadas espaciales, en ese caso el espacio-tiempo resulta ser homogéneo.

### Topología
La topología en el espacio tiempo tiene que ver con la estructura causal del mismo. Por ejemplo es interesante conocer SI en un espacio-tiempo:
- Existe la curva temporal cerrada; ese tipo de ocurrencia permitiría que a una partícula pueda influir en su propio pasado. Algunas soluciones exactas de las ecuaciones de Einstein como el Universo de Gödel, que describe un universo lleno de un fluido perfecto en rotación, permiten dichas curvas temporales cerradas (véase curva cerrada de tipo tiempo).
- Existen hipersuperficies de Cauchy, lo cual permite, en principio, conocido el estado del sistema sobre una de estas superficies, conocer el estado en un instante futuro. Siempre y cuando los efectos cuánticos tengan efectos limitados, la existencia de hipersuperficies comporta la evolución determinista.
- Existen geodésicas incompletas, lo cual está relacionado con la ocurrencia de singularidades espaciotemporales.

## Ejemplos de diferentes clases de espacio-tiempo

### El espacio-tiempo relativista de Minkowski
El espacio-tiempo de Minkowski es el caso más sencillo de espacio-tiempo relativista. Físicamente es un espacio de cuatro dimensiones plano, en que las líneas de curvatura mínima o geodésicas son líneas rectas. Por lo que una partícula sobre la que no actúe ninguna fuerza se moverá a lo largo de una de estas líneas rectas geodésicas. El espacio de Minkowski sirve de base para descripción de todos los fenómenos físicos según la descripción que de ellos da la teoría especial de la relatividad. Además cuando se consideran pequeñas regiones de un espacio-tiempo general, donde las variaciones de curvatura son pequeñas, se hace servir el modelo de espacio-tiempo de Minkowski para hacer algunos de los cálculos, sin que se cometan errores grandes.
Matemáticamente está formado por una variedad de cuatro dimensiones que es homeomorfa, es decir, identificable topológicamente con {\displaystyle \mathbb {R} ^{4}}. Sobre esta variedad se define una métrica pseudoriemanniana de signatura (1,3) que la convierte en un espacio pseudoeuclídeo de curvatura idénticamente nula. En esta variedad el de isometrias maximal coincide con el grupo de Poincaré.

## El universo de Einstein: gravitación y geometría
La aproximación de Einstein al tema de la gravitación se apoya en varias intuiciones y en diversas sugerencias que se desprenden no solo de su propia construcción de la teoría de la relatividad especial sino de la forma en que la interpretaron otros físicos y muy en particular Minkowski.

### ¿Cuáles son estas intuiciones y sugerencias?
En primer lugar la constatación de que resulta imposible distinguir entre un sistema de referencia acelerado y un sistema de referencia sometido a una fuerza gravitacional.
En segundo lugar que de esta indistinguibilidad, y de las consecuencias de todo tipo que ello comporta, se infiere la igualdad entre inercia y gravitación.
En tercer lugar que, de acuerdo con su interpretación de las transformaciones de Lorentz, espacio y tiempo dejan de ser entidades separadas para aparecer interconectados.
En cuarto lugar que esta interconexión obligará a abandonar, como escenario en el que los fenómenos físicos se despliegan, el espacio y el tiempo como entidades separadas para sustituirlos por una entidad única a la que se denominará espacio-tiempo. Cobran, así, toda su validez las palabras de Minkowski: «Las visiones del espacio y el tiempo que quiero presentarles han emergido del sustrato de la física experimental, y en ello reside su fuerza. Son radicales. A partir de ahora el espacio por sí mismo, y el tiempo por sí mismo están condenados a desaparecer como meras sombras y sólo una cierta unión de ambos preservará una realidad independiente».
En quinto lugar que la gravitación afecta al espacio-tiempo de cada «lugar» y le dicta como curvarse.
Por último que, al ser el movimiento bajo la acción de un campo gravitacional independiente de la masa del objeto móvil, es lícito pensar que ese movimiento viene ligado al «lugar» y que las trayectorias líneas geodésicas vienen marcadas por la estructura del tejido espacio-temporal en el que deslizan.
La fuerza gravitacional acabaría, así, convirtiéndose en una manifestación de la curvatura del espacio-tiempo del que habla Minkowski. De ahí se deduce que en este esquema no hay acción a distancia ni misteriosas tendencias a moverse hacia extraños centros, tampoco espacios absolutos que contienen a, o tiempos absolutos que discurran al margen de, la materia.
La masa le dice al espacio-tiempo como curvarse y este le dicta a la masa cómo moverse. Es el contenido material quien crea el espacio y el tiempo.

### El espacio-tiempo curvo de la relatividad general
Un espacio-tiempo curvo es una variedad lorentziana cuyo tensor de curvatura de Ricci es relacionable en una solución de las ecuaciones de campo de Einstein para un tensor de energía-impulso físicamente razonable. Se conocen centenares de soluciones de ese tipo. Algunos de los ejemplos más conocidos, son los más interesantes físicamente y también son las primeras soluciones obtenidas, representan espacios-tiempos con un alto grado de simetría como:
- Espacio tiempo de Schwarszchild, que viene dado por la llamada métrica de Schwarzschild representa la forma del espacio tiempo alrededor de un cuerpo esférico, y puede ser una buena aproximación al campo solar de una estrella que gira muy lentamente alrededor de sí misma.
- Modelos de Big-Bang, que vienen dados en general por métricas de tipo Friedman-Lemaître-Robertson-Walker y que describen un universo en expansión, que según su densidad inicial puede llegar a recolapsar.

### El espacio-tiempo de la física prerrelativista
El matemático Roger Penrose basándose en las propiedades básicas y supuestos teóricos de diversas teorías físicas prerrelativistas ha propuesto que para cada una de ellas puede definirse un marco geométrico adecuado que da cuenta de como se produce el movimiento de partículas según estas teorías. Así tanto los supuestos habituales de la física aristotélica, como el principio de relatividad de Galileo implicarían implícitamente en sí mismos una determinada estructura geométrica para el conjunto de sucesos. Las estructuras que Penrose propone para estas diversas teorías prerrelativistas son:
- Espacio-tiempo de la física aristotélica, donde el supuesto de que tanto el tiempo como la velocidad son absolutos conduce a que los sucesos tienen estructura intuitiva de espacio producto {\displaystyle \mathbb {E} ^{1}\times \mathbb {E} ^{3}}.
- Espacio-tiempo galileano, aunque el tiempo sigue siendo absoluto en la física galileana se impone el principio de relatividad según el cual dos observadores que se mueven alejan uno de otro a velocidad uniforme no podrían determinar sin verse si se están alejando uno de otro. Penrose explica que esta característica puede representarse geométricamente de nuevo por un espacio-tiempo fibrado, aunque el principio de relatividad implica que la velocidad no es absoluta y, por tanto, no pueden identificarse simplemente los puntos de diferentes fibras. Es decir, el espacio-tiempo galileano, designado como {\displaystyle {\mathcal {G}}} sería un fibrado no trivial {\displaystyle {\mathcal {G}}=\mathbb {E} ^{1}\times \mathbb {E} ^{3}}, donde el espacio base sería el espacio euclídeo {\displaystyle \mathbb {E} ^{1}} que representa el tiempo y cada fibra es un espacio tridimensional convencional {\displaystyle \mathbb {E} ^{3}}.
- Espacio-tiempo newtoniano, en esta construcción propuesta originalmente por Élie Cartan a principios del siglo XX, el espacio-tiempo adecuado para describir la mecánica newtoniana incluyendo la descripción del campo gravitatorio, sigue siendo un fibrado no trivial con espacio base {\displaystyle \mathbb {E} ^{1}} para representar el tiempo y fibra dada por un espacio euclídeo tridimensional. La diferencia está en que ahora algunas trayectorias curvas representan movimientos inerciales de acuerdo con el principio de equivalencia, y por tanto se requiere algún tipo de estructura diferenciable para decidir qué líneas curvas corresponden a esos movimientos inerciales. La conexión que define esta estructura diferenciable debe escogerse de tal manera que la traza del tensor de Ricci coincida con la constante {\displaystyle 4\pi G\rho }. Cuando el campo gravitatorio es constante entonces el espacio-tiempo Newtoniano es homeomorfo al espacio-tiempo galileano.

## Generalizaciones

### Hiperespacio
La teoría general de la relatividad introdujo una interpretación geométrica del fenómeno físico de la gravedad, introduciendo una nueva dimensión física temporal y considerando curvaturas que afectaban a esta y las demás dimensiones temporales.
Esta idea interesante ha sido utilizada en diversas teorías físicas prometedoras que han recurrido formalmente a la introducción de nuevas dimensiones formales para dar cuenta de fenómenos físicos. Así Kaluza y Klein trataron de crear una teoría unificada (clásica) de la gravedad y del electromagnetismo, introduciendo una dimensión adicional. En esta teoría la carga podía relacionarse con la quinta componente de la «pentavelocidad» de la partícula, y otra serie de cuestiones interesantes. El enfoque de varias teorías de supercuerdas es aún más ambicioso y se han empleado esquemas inspirados remotamente en las ideas de Einstein, Kaluza y Klein que llegan a emplear hasta diez y once dimensiones, de las cuales seis o siete estarían compactificadas y no serían detectables más que indirectamente.

## Espacio-tiempo en civilizaciones antiguas
La cultura incaica no parece separar el espacio y el tiempo; el espacio-tiempo es llamado pacha en quechua y en aimara. Según Catherine J. Allen, «La palabra quechua pacha puede referirse al cosmos entero o en un momento particular de su tiempo, su interpretación depende del contexto». Pues escoge traducir pacha por world-moment («momento-mundo»). El Dr. Atuq Eusebio Manga Qespi, un hablante nativo de quechua, ha sugerido que pacha debería traducirse al español como espacio-tiempo.